# Wojciech Kazimierz Gutowski
Wojciech Kazimierz Gutowski (ur. 3 czerwca 1946, zm. 21 maja 2021) – polski historyk literatury i krytyk literacki, profesor historii literatury polskiej.

## Życiorys
Absolwent Liceum Ogólnokształcącego w Aleksandrowie Kujawskim. Studiował na Uniwersytecie Mikołaja Kopernika w latach 1964–1969. Doktoryzował się w 1978, habilitował w 1988, a stanowisko profesora UMK otrzymał w 1990 r. Tytuł profesora uzyskał w 1995 roku. W roku 1998 rozpoczął pracę w Wyższej Szkole Pedagogicznej w Bydgoszczy (od 2001 – Akademia Bydgoska, od 2004 – Uniwersytet Kazimierza Wielkiego), gdzie objął funkcję kierownika Zakładu Literatury Młodej Polski, od 2001 - Katedry Literatury Polskiej XIX i XX wieku, od 2011 - Katedry Polskiej Literatury Nowoczesnej i Ponowoczesnej. Był członkiem Komitetu Nauk o Literaturze Polskiej Akademii Nauk (1996-2003). W 1970 roku został członkiem Towarzystwa Naukowego w Toruniu, gdzie w latach 1983-89 pełnił funkcję sekretarza Komisji Filologicznej, w latach 1989–1997 – przewodniczącym tejże Komisji, a w latach 1997-2004 członkiem Zarządu i redaktorem naczelnym Wydawnictw Towarzystwa Naukowego w Toruniu. Autor licznych (ponad 150) publikacji historycznoliterackich. Edytor twórczości literackiej Tadeusza Micińskiego (1873–1918).
Pochowany w na cmentarzu w Aleksandrowie Kujawskim.

## Wyróżnienia
- Złoty Krzyż Zasługi (1991)
- Medal Komisji Edukacji Narodowej (1997)
- Krzyż Kawalerski Orderu Odrodzenia Polski (2000)
- Nagroda Ministra Nauki i Szkolnictwa Wyższego (2002)
- Medal Jerzego Sulimy Kamińskiego (2008)

## Publikacje
- W poszukiwaniu życia nowego. Mit a światopogląd w twórczości Tadeusza Micińskiego, Warszawa – Poznań – Toruń 1980, PWN, ss. 179, ISBN 83-01-02342-5.
- Pasje wyobraźni. Szkice o literaturze romantyzmu i Młodej Polski, Toruń 1991, Wydawnictwo Towarzystwa Naukowego w Toruniu, ss. 185, ISBN 83-85196-81-1.
- Nagie dusze i maski. O młodopolskich mitach miłości, Kraków 1992, Wydawnictwo Literackie, ss. 399, ISBN 83-08-002235-9 (2 wyd. rozszerzone, Kraków 1997).
- Wśród szyfrów transcendencji. Szkice o sacrum chrześcijańskim w literaturze polskiej XX wieku, Toruń 1994, Wydawnictwo Uniwersytetu Mikołaja Kopernika, ss. 204, ISBN 83-231-0536-7.
- Mit — Eros — Sacrum. Sytuacje młodopolskie, Bydgoszcz 1999, ss. 262, Wydawnictwo HOMINI, ISBN 83-87933-55-4.
- Z próżni nieba ku religii życia. Motywy chrześcijańskie w literaturze Młodej Polski, Kraków 2001, Wydawnictwo Literackie, ss. 402. ISBN 83-08-031803
- Wprowadzenie do Xięgi Tajemnej. Studia o twórczości Tadeusza Micińskiego, Bydgoszcz 2002, Wydawnictwo Akademii Bydgoskiej, ss. 424, ISBN 83-7096-429-X.
- Konstelacja Przybyszewskiego, Wydawnictwo Adam Marszałek, Toruń 2008, ss. 325, ISBN 978-83-7441-850-8.

### Publikacje edytorskie
- Tadeusz Miciński, Poematy prozą, wybór, wstęp (s. 5-32), opracowanie, komentarz edytorski (s. 279-349) W. Gutowski, Kraków — Wrocław 1985, Wydawnictwo Literackie (w serii „Biblioteka Poezji Młodej” pod red. M. Podrazy-Kwiatkowskiej i J. Kwiatkowskiego), ss. 350, ISBN 83-08-00613-2.
- Tadeusz Miciński, Wybór poezji, wybór, wstęp (s. 5-65) opracowanie, komentarz edytorski (s. 69-76) W. Gutowski, Kraków 1999, Towarzystwo Autorów i Wydawców Prac Naukowych UNIVERSITAS (w serii „Biblioteka Polska”, red. nauk. J. Błoński), ss. 317, ISBN 83-7052-828-7.
- Tadeusz Miciński, Xiądz Faust. Powieść. Opracowanie tekstu, przypisy i posłowie (s. 241-521) Wojciech Gutowski, Wydawnictwo Universitas, Kraków 2008, s. 525, ISBN 97883-242-08-01-2.

### Publikacje redagowane
- Z problemów prozy – powieść inicjacyjna, pod red. W. Gutowskiego i E. Owczarz, Toruń 2003, Dom Wydawniczy DUET, ss. 712, ISBN 83 – 918712 – 2 – 3.
- Z problemów prozy – powieść o artyście, pod red. W. Gutowskiego i E. Owczarz. Wydawnictwo Adam Marszałek. Toruń 2006, ss. 325.